# DDR-Meisterschaften im Boxen 1978
Die DDR-Meisterschaften im Boxen wurden 1978 zum 30. Mal ausgetragen und fanden vom 15. bis 19. Februar in der Erwin-Panndorf-Halle in Gera statt. An den Titelkämpfen nahmen 103 Boxer teil, die in elf Gewichtsklassen die Meister ermittelten. Im Halbfliegengewicht starteten lediglich drei Boxer, weshalb es nur einen dritten Rang gab. Der SC Traktor Schwerin und die SG Wismut Gera waren mit jeweils drei Titeln die erfolgreichsten Vereine dieser Meisterschaft. Mit Stefan Förster, Christian Zornow und Jürgen Fanghänel konnten drei Boxer ihren Titel aus dem Vorjahr verteidigen. Herbert Bauch kam diesmal eine Gewichtsklasse höher zu Titelehren.

## Endergebnisse
| Gewichtsklasse                  | Gold                                   | Silber                                      | Bronze                                | Bronze                             |
| Halbfliegengewicht (bis 48 kg)  | Robert Marx SC Traktor Schwerin        | Hans-Dieter Marschner BSG Stahl Hennigsdorf | Norbert Hudy SC Dynamo Berlin         | – – –                              |
| Fliegengewicht (bis 51 kg)      | Jürgen Hentschel TSC Berlin            | Frank Kegebein SC Traktor Schwerin          | Rüdiger Rentsch SG Wismut Gera        | Andreas Schink SG Wismut Gera      |
| Bantamgewicht (bis 54 kg)       | Stefan Förster SG Wismut Gera          | Ulf Graf ASK Vorwärts Frankfurt/O.          | Lutz Siegel ASK Vorwärts Frankfurt/O. | Axel Sonntag SC Chemie Halle       |
| Federgewicht (bis 57 kg)        | Richard Nowakowski SC Traktor Schwerin | Rudi Fink ASK Vorwärts Frankfurt/O.         | Hagemeister SC Traktor Schwerin       | Toni David SC Traktor Schwerin     |
| Leichtgewicht (bis 60 kg)       | Christian Zornow SC Traktor Schwerin   | Lutz Käsebier SC Dynamo Berlin              | Hans Richter SG Wismut Gera           | Lothar Fehre TSC Berlin            |
| Halbweltergewicht (bis 63,5 kg) | Olaf Schneider SC Dynamo Berlin        | Karl-Heinz Krüger ASK Vorwärts Frankfurt/O. | Murawski ASG Vorwärts Bad Salzungen   | René Müller BSG Stahl Hennigsdorf  |
| Weltergewicht (bis 67 kg)       | Detlef Ludwig SG Wismut Gera           | Siegfried Vogelreuter SC Chemie Halle       | Klaus-Dieter Schulz TSC Berlin        | Detlef Kästner SC Dynamo Berlin    |
| Halbmittelgewicht (bis 71 kg)   | Helmut Woge BSG Motor Mitte Magdeburg  | Detlef Straßburg SC Chemie Halle            | Norbert Schwerdtner SC Dynamo Berlin  | Uwe Franz SC Cottbus               |
| Mittelgewicht (bis 75 kg)       | Detlef Marx SC Chemie Halle            | Bodo Andreass SG Wismut Gera                | Harald Büsch SC Traktor Schwerin      | Bohn ASG Vorwärts Dabel            |
| Halbschwergewicht (bis 81 kg)   | Herbert Bauch TSC Berlin               | Peter Watzke SC Traktor Schwerin            | Michael Seefeldt SC Traktor Schwerin  | Hartmut Schuhmann SC Dynamo Berlin |
| Schwergewicht (über 81 kg)      | Jürgen Fanghänel SG Wismut Gera        | Dietmar Mayer SC Chemie Halle               | Werner Kohnert TSC Berlin             | Ulli Kaden SG Wismut Gera          |

## Medaillenspiegel
| Platz | Verein | Verein                     | Gold | Silber | Bronze | Total |
| ----- | ------ | -------------------------- | ---- | ------ | ------ | ----- |
| 1     |        | SC Traktor Schwerin        | 3    | 2      | 4      | 9     |
| 2     |        | SG Wismut Gera             | 3    | 1      | 4      | 8     |
| 3     |        | TSC Berlin                 | 2    | –      | 3      | 5     |
| 4     |        | SC Chemie Halle            | 1    | 3      | 1      | 5     |
| 5     |        | SC Dynamo Berlin           | 1    | 1      | 4      | 6     |
| 6     |        | BSG Motor Mitte Magdeburg  | 1    | –      | –      | 1     |
| 7     |        | ASK Vorwärts Frankfurt/O.  | –    | 3      | 1      | 4     |
| 8     |        | BSG Stahl Hennigsdorf      | –    | 1      | 1      | 2     |
| 9     |        | ASG Vorwärts Bad Salzungen | –    | –      | 1      | 1     |
| 9     |        | SC Cottbus                 | –    | –      | 1      | 1     |
| 9     |        | ASG Vorwärts Dabel         | –    | –      | 1      | 1     |
|       | Total  | Total                      | 11   | 11     | 21     | 43    |